# Vremea cruzimii
Vremea cruzimii (titlul original: în bulgară Време разделно, transliterat: Vreme razdelno, cunoscut și cu titlul în bulgară Време на насилие, transliterat: Vreme na nasilie) este un film istoric bulgăresc regizat de Ludmil Staikov în 1988.
Filmul cuprinde două părți (capitole): "Amenințarea" (заплахата) și "Cruzimea" (насилието) și este ecranizarea romanului Време разделно (Vremea) al lui Anton Doncev (Антон Дончев).
A fost nominalizat la secțiunea "Un Certain Regard" a Festivalului de la Cannes.

## Sinopsis
Filmul începe cu textul următor:
Anul 1668. Imperiul otoman cucerise demult sud-estul Europei, dar Războiul Sfânt pentru dominație totală al Islamului continuă. Lupta continuă pentru Candia (Creta).  Un ienicer este trimis în Munții Rodopi - un lanț muntos cu o mare importanță strategică.
Ienicer este numele atribuit băieților creștini ce au fost despărțiți cu forța de părinții lor, crescuți cu o inimaginabilă cruzime și care sunt transformați în soldații credincioși ai sultanului. 

## Distribuția
- Iosif Sarciagiev (Йосиф Сърчаджиев) - Karaibrahim
- Rusi Cianev (Руси Чанев) - preotul Pop Aligorko
- Ivan Krastev (Иван Кръстев) - Manol
- Anya Penceva (Аня Пенчева) - Sevda
- Valter Toski (Валтер Тоски) - Venețianul
- Vasil Mihaylov (Васил Михайлов) - aga Suleiman
- Kalina Stefanova - Elița
- Momcil Karamitev - Momcil
- Konstantin Koțev - tatăl lui Karaibrahim, Diado Galușko
- Stoyko Peev - Goran
- Bogomil Simeonov - beiul Ismail
- Gioko Rosici - Karahasan
- Velko Kanev - Köprülüzade Fazâl Ahmed Pașa, Marele Vizir
- Stefka Berova - Ghiulfie
- Anghel Ivanov - Mircio
- Nikola Todev - Stoiko Proțvet